# Centrale nucléaire de Beloïarsk
La centrale nucléaire de Beloïarsk (en russe : Белоярская АЭС, Beloïarskaïa AES) est la deuxième centrale de Russie. Elle est située à Zaretchny, dans l'oblast de Sverdlovsk. 
Cette centrale a été la première à utiliser un réacteur à neutrons rapides (RNR) pour une production commerciale d'électricité : le BN-600. Un nouveau réacteur à neutrons rapides, le BN-800, en construction depuis juillet 2006, a été relié au réseau en  2015.
La ville de Zaretchny est une ville champignon construite pour les besoins de la centrale nucléaire à laquelle on a donné le nom du district de Beloïarsk. La ville importante la plus proche est Iekaterinbourg.

## Description des réacteurs

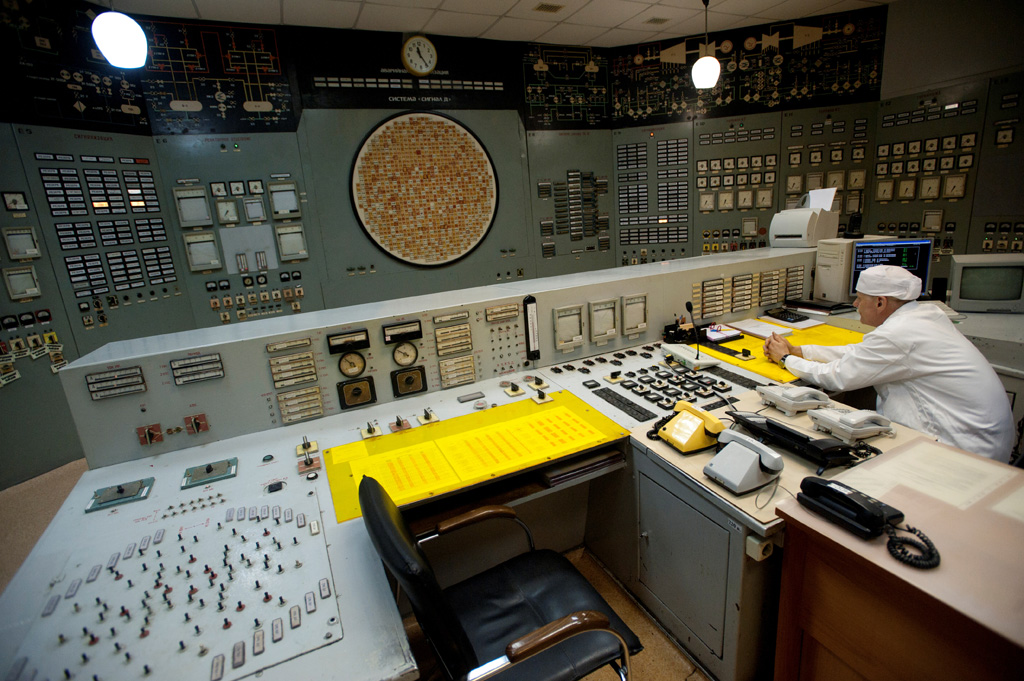
Salle de contrôle de la centrale nucléaire de Beloïarsk.

- Les deux premiers réacteurs (modérés au graphite) ont été mis en service en 1964 et en 1967. Ces deux réacteurs du type AMB-100 et AMB-200 correspondent aux premières versions des réacteurs RBMK ; ils ont été arrêtés en 1983 et en 1989.

- Le réacteur BN-600, réacteur à neutrons rapides (RNR), est en service depuis 1981 avec une capacité électrique brute de 600 MW[2].

- Depuis décembre 2015, le réacteur BN-800 produit de l'électricité sur le réseau de distribution électrique, il s'agit du plus puissant réacteur à neutrons rapides en fonctionnement dans le monde[1].

## BN-800: Historique
La construction d'un nouveau réacteur à neutrons rapides plus important (dit BN-800) fut lancée en 1987, mais les travaux furent suspendus en 1988. En 1992, le président Boris Eltsine décida de le terminer, mais en raison d'un manque de financement cela ne fut pas possible. La construction avait déjà coûté environ 1000 milliards de roubles. Selon un responsable local (Michaël Bakanov cité par l'OPECST), les travaux ont été relancés en 2010, en visant une fin de construction en 2014, pour une mise en service vers 2020-2022. La durée de vie des réacteurs BN-600 était programmée pour une fermeture en 2010. Le nouveau réacteur ne pouvant être achevé avant 2014-2015 avec le financement en cours, les autorités russes ont été conduites à autoriser la prolongation de durée de vie du réacteur BN-600.
Le réacteur BN-800 a été connecté au réseau en décembre 2015.